# John Brack (Maler)

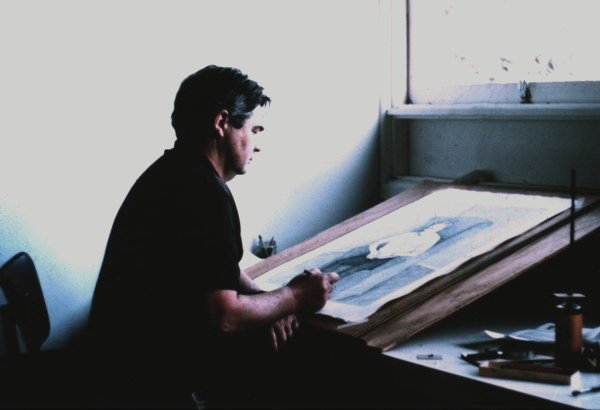
John Brack (um 1971)

Cecil John Brack (* 10. Mai 1920 in Melbourne, Victoria; † 11. Februar 1999 ebenda) war ein australischer Maler und Grafiker des 20. Jahrhunderts. Er war einer der Künstler, die 1959 an der Ausstellung Antipodeans teilnahmen.

## Leben
Cecil Brack wurde 1920 in South Melbourne als ältester Sohn eines Druckers und einer Hausfrau geboren und interessierte sich schon früh für Kunst. Nach seiner Schulausbildung begann er als Büroangestellter zu arbeiten und besuchte ab 1938 Abendkurse an der National Gallery Art School. Der Besuch der „Herald Exhibition of French and British Contemporary Art“ 1939 beeinflusste ihn nachhaltig.
1940 meldete sich Cecil Brack freiwillig zum Militärdienst im Zweiten Weltkrieg, wo er in verschiedenen Einheiten der Royal Australian Artillery diente. Während des Krieges machte er sich mit humorvollen Porträtskizzen bei seinen Kameraden einen Namen. Nach Kriegsende 1946 setzte er seine Ausbildung an der National Gallery of Victoria Art School unter William Dargie fort. In dieser Zeit schloss er Freundschaften mit Künstlern wie Fred Williams und heiratete 1948 Helen Mary Maudsley.
Cecil Brack arbeitete zunächst als Einrahmer und später als Assistent in der Druckabteilung der National Gallery of Victoria (NGV). In den frühen 1950er Jahren begann er, seine Werke auszustellen. Sein erstes bedeutendes Gemälde, The Barber’s Shop (1952), wurde 1953 von der NGV angekauft. In den folgenden Jahren schuf er einige der ikonischsten Bilder der australischen Kunst des 20. Jahrhunderts, darunter Men's Wear (1953), The Bar (1954), 2009 vom NGV für 3,2 Millionen Dollar erworben, und Collins St, 5 p.m. (1955).
1959 gehörte Cecil Brack zu den Unterzeichnern des Antipodean Manifesto (Autor: Bernard Smith, Kunsthistoriker 1916–2011), einer Erklärung, die sich gegen die Vorherrschaft des Abstrakten Expressionismus richtete. Die einzige Ausstellung der Gruppe fand 1959 mit, neben John Brack, Arthur Boyd (1920–1999), Charles Blackman (1928–2018), Robert Dickerson (1924–2015), John Perceval (1923–2000) und Clifton Pugh (1924–1990) statt.
1962 wurde Cecil Brack Direktor der National Gallery Art School, gab diese Position jedoch 1968 auf, um sich ganz der Malerei zu widmen. Cecil Bracks späteres Werk beschäftigt sich zunehmend mit der Darstellung sozialer Strukturen und menschlicher Verhaltensmuster, oft mit Humor und Ironie. In „The Battle“ (1981–83), einem Schlüsselwerk der australischen Kunst, kommentierte er die Absurdität des Krieges, indem er Bleistifte in einer Schlacht darstellte.
Nach langer Krankheit starb Cecil Brack 1999. Seine Werke befinden sich in zahlreichen öffentlichen Sammlungen, insbesondere in Australien, und wurden in mehreren Retrospektiven gewürdigt.

## Werk
Cecil Brack gilt als bedeutender Porträtist und einer der besten australischen Zeichner des 20. Er schuf nur etwa 350 Ölgemälde und eine ähnliche Anzahl von Aquarellen und Zeichnungen. Bracks Gemälde sind ein unverblümter sozialer Kommentar, satirisch und mitfühlend zugleich, und zeugen in charakteristischer Weise von der Entpersönlichung durch Rituale. Insbesondere die beengten Verhältnisse des städtischen Lebens ermöglichten ihm Einblicke in den Verlust der Individualität, der sich in seinen Bildern The bar 1954 (eine Aneignung von Édouard Manets Bar at the Folies-Bergère, 1882) und Collins St, 5pm 1955 (beide in der National Gallery of Victoria) zeigt, in denen er das Gedränge in der städtischen Rushhour anschaulich darstellt.
Die Themen seiner Gemälde reichen von Hochzeiten, Gesellschaftstänzern und Turnern bis hin zu Schaufensterauslagen und Aktdarstellungen wie Akt mit zwei Stühlen, 1957, Teil einer Serie, die 1957 erstmals in Melbourne ausgestellt wurde. Im Gegensatz zur Tradition der westlichen Kunst zeigt diese Arbeit den Frauenakt als geschlechtslos und dem Betrachter entfremdet. Der unpersönliche Charakter von Bracks Akt wird noch verstärkt durch die Stilisierung der Figur, die ihre individuellen Züge auf klassische architektonische Formen reduziert. Dennoch betrachtet Brack sein Sujet mit Sympathie, Verständnis und Mitgefühl:
When I paint a woman … I am not interested in how she looks sitting in the studio, but in how she looks at all times, in all lights, what she looked like before and what she is going to look like, what she thinks, hopes, believes and dreams. (Wenn ich eine Frau male ... interessiert mich nicht, wie sie im Atelier sitzt, sondern wie sie zu jeder Zeit und in jedem Licht aussieht, wie sie vorher aussah und wie sie einmal aussehen wird, was sie denkt, hofft, glaubt und träumt.)
1963 begann Brack mit einer Serie von Gemälden, der sogenannten „Chirurgical paintings“, die Bilder von künstlichen Gliedmaßen, chirurgischen Instrumenten und verwandten Objekten zeigen, inspiriert von der Werbung für einen Chirurgie-Lieferanten in Melbourne. 1966 schuf er vier Radierungen zu diesem Thema, darunter Mirrors and scissors, 1966, nachdem er 1954 am Swinburne Technical College in Melbourne erstmals mit Radierungen und Kaltnadelradierungen experimentiert hatte.
Als er sich 1968 zurückzog, um sich ganz auf seine künstlerische Praxis zu konzentrieren, vollendete Brack 1969 das satirische Meisterwerk Barry Humphries in der Rolle der Mrs. Everage, das 1969 für den Archibald Prize nominiert und 1975 von der Art Gallery of New South Wales erworben wurde. In den späten 1970er und 1980er Jahren wurde sein Werk zunehmend symbolischer und zeigte Gruppen von Stiften und Bleistiften als Symbole für menschliche Konflikte. Während seiner gesamten Karriere hielt Brack zahlreiche Vorträge und schrieb über moderne Kunst.